# Cueva de Las Grajas
La cueva de Las Grajas es una formación cárstica española situada en los alrededores de Archidona (Málaga), en la falda del monte del mismo nombre, uno de los que conforman la sierra de El Conjuro. La altitud de la cueva es de 775 m s. n. m. y está formada por una enorme boca que, aunque tiene una profundidad considerable, disfruta de luz natural en todo su interior y una pequeña cueva al fondo, de escasa entidad.
Fue declarada Bien de Interés Cultural en 1985. 

## Excavaciones arqueológicas
Las excavaciones arqueológicas fueron efectuadas por el profesor Luis Benito del Rey, de la Universidad de Salamanca, entre 1972 y 1976, siendo interrumpidas por falta de presupuesto, a pesar de la prometedora riqueza del yacimiento. Actualmente no hay publicada ninguna monografía completa sobre los resultados de las mismas, tan solo se conocen algunos artículos sobre temas muy concretos.
- La estratigrafía arqueológica ha sido estudiada por los profesores Santos Frances y Mesa Morillo, ambos, también, de la universidad de Salamanca.[2] Se han establecido nueve niveles arqueológicos, siendo el de base estéril y los demás más o menos fértiles; el nivel más potente y más rico es el denominado nivel 6, formado por una brecha de compactación relativamente baja con numerosos cantos angulosos de material calizo-dolomítico dentro de una matriz arcillosa, carbonatada de textura franco-arcillosa y edafizada, al haber sido parte del suelo de habitación de la cueva en época prehistórica.

- La industria lítica pertenece al Musteriense, teniendo particularidades especialmente importantes para el conocimiento de esta cultura en la península ibérica. Desde el punto de vista técnico y tipológico, las piezas de Las Grajas se inscriben dentro de la idea que encierra el Museriense tipo Quina. Aunque no hay dataciones absolutas, la microfauna ha permitido establecer que la secuencia de esta cueva es muy amplia, siendo el primer lugar de la península y, probablemente, de Europa, donde se planteó la idea de un Musteriense muy antiguo, que se desarrolló desde la glaciación de Riss (es decir, más de 200 000 años de antigüedad) hasta la primera mitad de la glaciación de Würm.

A pesar de carecer de una monografía detallada, este yacimiento arqueológico debe ser considerado de suma importancia dentro del Paleolítico ibérico por diversas razones, entre ellas proponemos algunos ejemplos: 
1. Fue el primero en el que se planteó, a mediados de los años 70 la posibilidad de que el Musteriense europeo fuera mucho más antiguo de lo que se venía defendiendo en círculos académicos, proponiéndose una datación Riss según los estudios sobre la mircrofauna de a capa 6 por J. Michaux (de la universidad de Montpellier) y de Nieves López (del CSIC). De este modo se atrasaba la presencia de neandertales en España más allá de los 200 000 años de antigüedad. Propuesta que el tiempo y los descubrimientos han ido consolidándose, de modo que lo que en aquella época se consideraba algo insólito, ya es aceptado por la mayoría de los especialistas.
2. Fue uno de los primeros yacimientos españoles en los que se dan a conocer trabajos en hueso pertenecientes «a un Musteriense muy antiguo, probablemente Riss, época en la que las manifestaciones artísticas y los útiles de hueso son muy escasos». En la fecha de su publicación, al margen de las piezas de Torralba (Soria), el panorama se reducía a la presencia de lápices de ocre o colorantes aplicados a algunos utensilios. Afortunadamente, ya existen numerosos hallazgos que acompañan complementan a estos de Las Grajas (v.g.: La Solana del Zamborino, Pinilla del Valle, Cau del Duc de Torroella...).
3. La profundización del conocimiento de los utensilios como elementos dinámicos dentro de la cadena operativa, que sufrían cambios de forma a lo largo de su vida activa, reavivados y retoques que hacen que la concepción estática del tipo lítico se quede obsoleta frente a una idea de pieza cambiante a lo largo de su cadena operativa.